# 풍뎅이상과
풍뎅이상과(Scarabaeoidea)는 딱정벌레목의 상과로 풍뎅이하목(Scarabaeiformia)의 유일한 상과이다. 약 35,000여 종이 있으며, 매년 200여 종이 새로 발견되어 보고되고 있다. 최근의 연구 결과에 의하면, 단계통군이 아니며 실은 반날개하목의 일부일 수 있다고 추측하고 있다.

## 하위 과
12개의 과가 있다.
| - Belohinidae - Diphyllostomatidae - 금풍뎅이과 (Geotrupidae) - Glaphyridae - Glaresidae - 바가지촉각풍뎅이과 (Hybosoridae) - 사슴벌레과 (Lucanidae) | - 붙이금풍뎅이과 (Ochodaeidae) - 사슴벌레붙이과 (Passalidae) - Pleocomidae - 풍뎅이과 (Scarabaeidae) - 송장풍뎅이과 (Trogidae) |

## 같이 보기
- 딱정벌레목의 과 목록